# Ogden Hammond

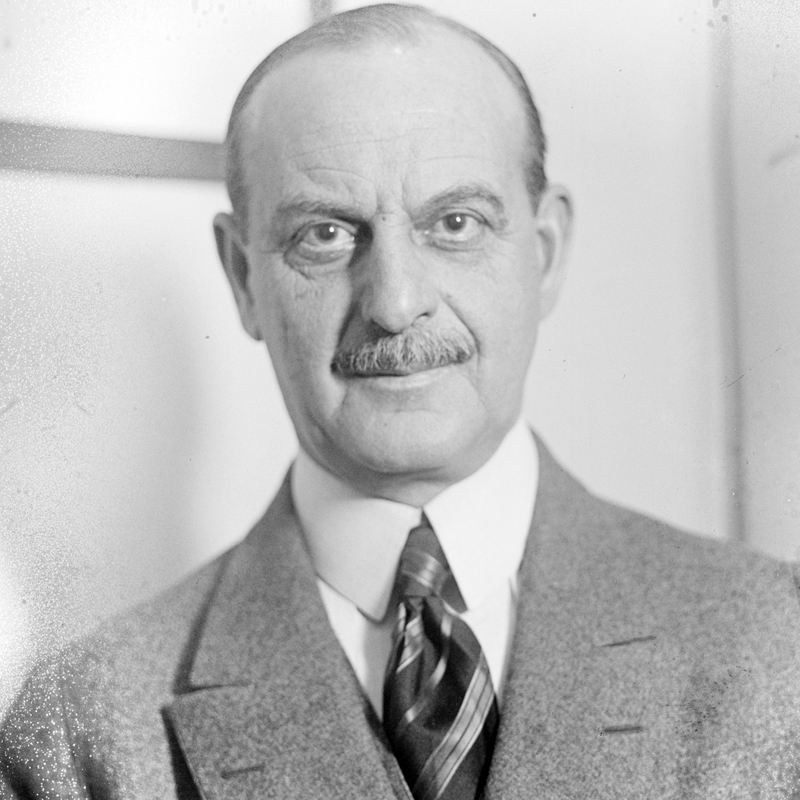
Ogden Hammond (undatiert)

Ogden Haggerty Hammond (* 13. Oktober 1869 in Louisville, Kentucky; † 29. Oktober 1956 in Bernardsville, New Jersey) war ein US-amerikanischer republikanischer Kommunalpolitiker, der Direktor der First Bank of New Jersey, Abgeordneter des Staates New Jersey und von 1925 bis 1929 Botschafter der Vereinigten Staaten in Spanien war.

## Herkunft
Hammond war das zweite von sechs Kindern des Lokalpolitikers und Privatiers General John Henry Hammond und dessen Frau Sophia Vernon Wolfe. Der Vater war im Bürgerkrieg zunächst als Stabschef von General William T. Sherman tätig gewesen und war danach selbst zum General ernannt worden. Zudem war er Grundbesitzer, Bankpräsident, sowie Bau- und Eisenbahnunternehmer. Die Mutter war die Tochter von Nathaniel Wolfe, einem ehemaligen Bezirksanwalt des Bundesstaates Kentucky. Während Hammonds Kindheit zog die Familie nach Chicago und danach nach St. Paul, Minnesota.

## Werdegang

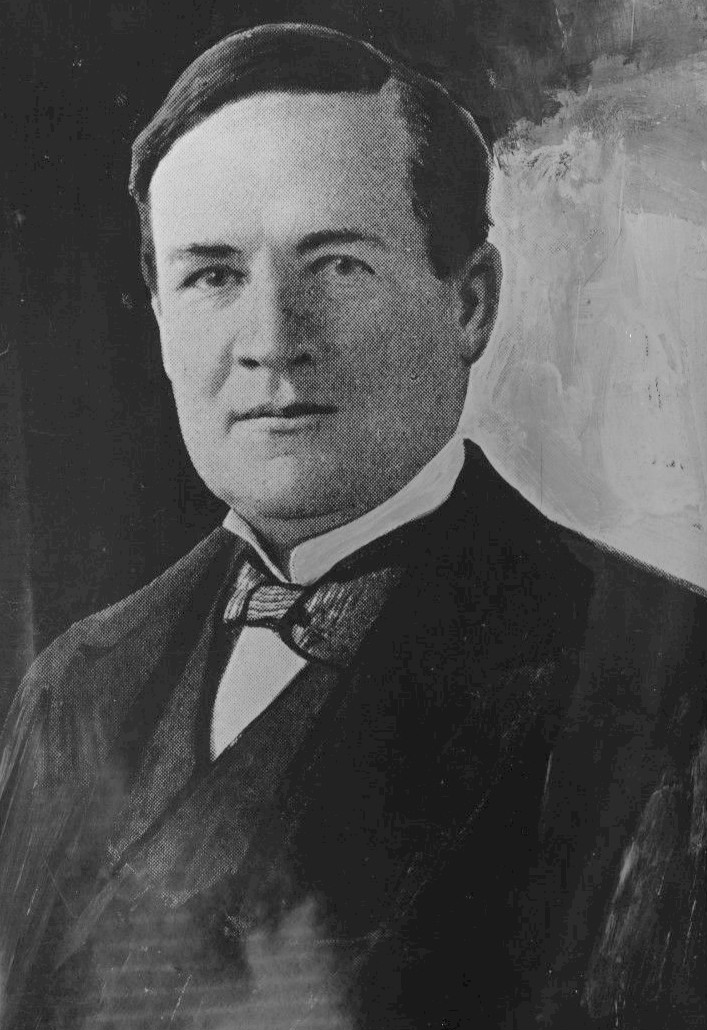
Ogden Hammond in jüngeren Jahren

Nach dem Abschluss seines Studiums in Yale ließ sich Hammond in Superior, Wisconsin nieder und war dort als Versicherungsagent tätig. Nachdem er 1907 geheiratet hatte und nach New Jersey gezogen war, machte er sich als Immobilienmakler einen Namen. Er wurde nach und nach in den Vorstand verschiedener Unternehmen gewählt und wurde Präsident der Broadway Improvement Company und des Eisenbahnunternehmens Hoboken Terminal Railway Company. Weiterhin war er Vize-Präsident der Hoboken Land and Improvement Company, die der Familie seiner Frau gehörte.
Hammond engagierte sich außerdem für wohltätige Zwecke und wurde stellvertretender Vorsitzender des New Jersey State Board of Charities and Corrections, eines Ausschusses des Bundesstaates New Jersey. Der Wohltätigkeitsorganisation United Aid Society stiftete er das nach seiner Frau benannte Obdachlosenheim „Mary Stevens Hammond Home for the homeless and needy children of Hoboken“.
Hammond wurde zweimal in den Stadtrat von Superior gewählt und war von 1912 bis 1914 Mitglied der Parlamentsvertretung der Stadt Bernardsville. 1915 wurde der Republikaner zum Abgeordneten der New Jersey General Assembly gewählt. In dieser Funktion war er einer der ersten, der sich dafür aussprach, auch Frauen in die lokalen Gremien aufzunehmen, beispielsweise in den Schulausschuss von Bernardsville. Sein Vorschlag fand jedoch kein Gehör.
Als der Erste Weltkrieg ausbrach, wurde Hammond Vorsitzender der United States Food Administration für das Somerset County. Der damalige Gouverneur von New Jersey, Walter Evans Edge, ernannte ihn zum Mitglied einer Bewährungskommission unter Vorsitz von Dwight Morrow, dem späteren amerikanischen Botschafter in Mexiko und Vater von Anne Morrow Lindbergh. Ferner war er Delegierter der Nominierungsparteitage. US-Präsident Woodrow Wilson wählte ihn 1919 aus, einem präsidialen Komitee zur Neuorganisierung der außenamtlichen Aktivitäten vorzusitzen.
1925 stand Hammond vor der Wahl, als US-Botschafter entweder nach Argentinien oder nach Spanien zu gehen. Von der Bank J. P. Morgan & Company wurde er unter Druck gesetzt, sich für Argentinien zu entscheiden, da sich die Bank auf diese Weise engere finanzielle Kontakte und neue Möglichkeiten mit diesem Staat erhoffte. Seine zweite Frau Margaret bestand auf Spanien, da es dort Adel gab und Hammond beugte sich ihrem Willen. 1925 zog Hammond mit Frau und Kindern nach Madrid. Er war in Spanien beliebt und während seiner Amtszeit verbesserten sich die Beziehungen zwischen Spanien und den USA. Zusammen mit dem spanischen Staatsmann General Miguel Primo de Rivera handelte Hammond einen Vertrag zur Einführung und Installierung eines landesweiten spanischen Telefonnetzes aus, das 1927 in Betrieb genommen wurde.
Als im November 1928 Herbert Hoover zum neuen Präsidenten der Vereinigten Staaten gewählt wurde, sah das Protokoll vor, dass ernannte Mitglieder der vorhergehenden Regierung ihren Posten verlassen mussten. Ogden Hammond schied 1929 aus dem Dienst und kehrte kurz vor dem großen Börsenkrach in die Vereinigten Staaten zurück. In den folgenden Jahren war er als Präsident der First Bank of New Jersey tätig.

## Familie
In Bernardsville stellte ihm ein Freund Mary Picton Stevens (1885–1915) aus Castle Point, Hoboken vor, die aus einer wohlhabenden alteingesessenen Familie stammte. Sie war eine Urenkelin von Colonel John Stevens, der die Stadt Hoboken gegründet hatte, und eine Großnichte des Eisenbahn- und Dampfschiffpioniers Robert Livingston Stevens. Der 37-jährige Hammond und die 21-jährige Stevens heirateten am 8. April 1907 in der Trinity Church von Hoboken. Unter den zahlreichen Gästen war unter anderem Alfred Vanderbilt mit seiner ersten Frau. Nachdem es zunächst ein Jahr in Superior gelebt hatte, ließ sich das Paar 1908 in einer 47-Zimmer-Villa aus dem 19. Jahrhundert in der Mendham Road in Bernardsville nieder. Sie hatten drei Kinder: Mary Stevens Hammond (1908–1958), Millicent Vernon Hammond (1910–1992) und Ogden Haggerty Hammond, Jr. (1912–1976).
Im Mai 1915 waren Hammond und seine Frau an Bord des Luxusdampfers Lusitania, als dieser vor der irischen Küste von einem deutschen U-Boot versenkt wurde. Mary Hammond, die sich wie ihr Mann für wohltätige Organisationen engagierte, wollte in Paris in Zusammenarbeit mit dem Roten Kreuz ein Krankenhaus für Kriegsversehrte eröffnen. Das Ehepaar Hammond bestieg auf der hoch aufragenden Backbordseite ein Rettungsboot, das mit etwa 35 Personen besetzt war und mit dem Heck voran abstürzte, da sich ein Seil löste. Es warf seine Insassen etwa 20 Meter tief in die See und fiel anschließend auf sie herab. Hammond, der das Seil berührt hatte und dem dadurch die Haut von der rechten Hand gerissen wurde, wurde in ein anderes Boot gezogen und überlebte. Seine Frau kam bei dem Untergang ums Leben, ihre Leiche wurde nie gefunden. Hammond wurde in Dublin drei Wochen wegen Unterkühlung, Schock, einer gebrochenen Rippe und einer Rückenverletzung behandelt. Über den Tod seiner Frau hat er nie gesprochen, auch nicht mit seinen Kindern. Um die Rolle der Mutter auszufüllen, zogen Hammonds Schwester Margaret Hammond Starr sowie seine Schwägerin Emily Sloane Hammond in das Anwesen der Familie.
Am 18. Dezember 1917 heiratete Hammond die sechzehn Jahre jüngere Marguerite McClure Howland (1885–1969). Sie war wie er seit zwei Jahren verwitwet. Aus ihrer ersten Ehe mit Dulany Howland (1859–1915) hatte sie einen Sohn, McClure Meredith Howland (1906–1985). Marguerite verlangte von Hammonds Kindern, sie „Mutter“ zu nennen, war für sie jedoch nie mehr als eine reine Autoritätsperson. Ihre gesamte Aufmerksamkeit fiel ihrem leiblichen Sohn zu. 1948 verkaufte Hammond die Villa in Bernardsville an Mary Stevens Baird, eine Cousine seiner ersten Frau.
Hammonds Tochter Millicent Fenwick wurde ebenfalls Politikerin. Sie trat den Republikanern bei, war von 1975 bis 1983 Abgeordnete für den Bundesstaat New Jersey und kandidierte 1982 für den Senat. Hammonds Neffe John Hammond wurde Musikproduzent und entdeckte bzw. förderte viele bekannte Künstler wie Bruce Springsteen, Leonard Cohen oder Aretha Franklin.
Ogden Hammond starb 1956 zwei Wochen nach seinem 87. Geburtstag. Seinem Wunsch entsprechend wurde er neben seinem 1890 verstorbenen Vater auf dem Oakland Cemetery in St. Paul bestattet.